# 近藤隆幸
近藤 隆幸（こんどう たかゆき、1973年12月14日 - ）は日本の男性声優、ナレーター。岐阜県出身。
主な出演作は、『べるぜバブ』（キラーマシン阿部、強盗R、ノラネコB、店長）、『あやかし百鬼夜行～極～』（平賀源内）、『共闘ことばRPG コトダマン』（ケ異論、ワッショイバーン)、『KILLERS WITHIN／キラーズ・ウィズイン』（フィリップ）など。

## 略歴
シャイン（3期生）、プロ・フィット声優養成所（第3期生）卒。以前はアクセント、プロ・フィットに所属していた。
2020年8月、オフィス・フローレス（2021年5月よりINSPIONエージェンシーに社名変更）への所属を発表。2022年3月末をもって退所。

## 人物
方言は岐阜弁。
趣味は舞台鑑賞、ジョギング、スポーツ観戦、ゲーム、砂風呂。特技は講談、ものまね、ブラインドタッチ。
資格は普通自動車免許。

## 出演

### テレビアニメ
2006年
- BLOOD+（レポーター）
- 夜明け前より瑠璃色な 〜Crescent Love〜（助手）
- RED GARDEN（男A）

2007年
- がくえんゆーとぴあ まなびストレート!（アナウンス）

2008年
- あかね色に染まる坂（男3、男1、男子生徒）
- スキップ・ビート!（中澤）
- 熱走! 亀1グランプリ（チャッカマ・ジッチャン、龍）

2009年
- うみねこのなく頃に（大月教授）
- WHITE ALBUM（レコーディング・エンジニア）
- 夢色パティシエール（市長）

2010年
- おおかみかくし（強硬派）
- 閃光のナイトレイド
- BLEACH（アジューカス）

2011年
- べるぜバブ（キラーマシン阿部、強盗R、不良H、ノラネコB、クマ（着ぐるみ）、店長）
- 輪るピングドラム（男性レポーター）

2012年
- 戦国コレクション（真理恵の元夫）

2021年
- 約束のネバーランド（警備鬼）

### ゲーム
- お姉チャンバラ vorteX 〜忌血を継ぐ者たち〜（2004年、連邦兵）
- SDガンダム GGENERATION SPIRITS（2007年、ラジオアナウンサー）
- 天神乱漫 Happy Go Lucky!!（2010年、老竹幹雄）
- うみねこのなく頃に散 〜真実と幻想の夜想曲〜（2011年、大月教授[9]）
- ガーディアンテイルズ（2022年、ワールド13での複数のキャラクター・ナレーション）

### 吹き替え
- エデンの東（スンウク）
- リジー&Lizzie

### ドラマCD
- アニコイ〜ANIme mitaina KOI shitai!〜（不良）
- SDガンダム GGENERATION SPIRITS
- シークレット・レッスン（ドアマン）
- 追憶のキスは君を奪う（真壁）
- マスケティア・ルージュ 〜白の王妃〜（部下）
- 烈風の騎士姫（騎士）
- 笑天 〜ワライノテンサイ〜（ディレクター）

### オーディオブック
- 改訂新版 小さな会社の人を育てる人事評価制度のつくり方（2021年、あさ出版）

### ナレーション
- デイリーヤマザキ（TV-CM）
- ヘルシア緑茶（ラジオCM）

### 映画
- シン・仮面ライダー（2023年3月18日）